# Bengali (race bovine)
Pour les articles homonymes, voir Bengali (homonymie).
La bengali ou bangladaise est une race bovine bangladaise.

## Origine
C'est une race omniprésente dans le pays avec 21,5 millions d'animaux.

## Morphologie
Elle porte une robe rouge avec une peau noire. 
Elle mesure 100 cm pour 250 kg.

## Aptitudes
C'est une race utilisée pour la traction. Sa taille lui donne une puissance très moyenne, mais ne nécessite pas une alimentation abondante. La traite est également pratiquée, donnant 700 kg de lait sur 300 jours avec un taux de matière grasse exceptionnel de 5,1 %. Elle fait montre d'une productivité remarquable en rapport à sa taille. 
Race rustique, elle supporte les difficultés du climat local de la mousson. Elle est nourrie avec les restes du jardin, de la paille ou l'herbe des bords de route. C'est une race peu précoce (première mise bas vers 56 mois) et peu fertile. (intervalle entre mises bas supérieur à 400 jours)